# Els nens de les panotxes: La reunió
Els nens de les panotxes: La reunió (títol original: Children of the Corn 4: The Gathering) és una film de terror de Greg Spence estrenada l'any 1996. Ha estat doblada al català.
És el primer film de la saga estrenat directament en vídeo.

## Argument
Grace Rhodes és una estudiant de medicina que torna al seu poble natal de Nebraska per prendre cura de la seva mare, June, i dels seus dos joves germà i germana, James i Margaret. Grace torna al seu antic treball amb el Dr. Larson. Una nit, tots els nens tenen febre i són víctimes de convulsions. L'endemà, es troben millor però no responen als seus noms i comencen a matar els adults del poble.

## Repartiment
- Naomi Watts: Grace Rhodes
- Jamie Renascuda Smith: Margaret Rhodes
- Karen Black: June Rhodes
- Mark Salling: James Rhodes
- Brent Jennings: Donald Atkins
- Toni Marsh: Sandra Atkins
- Lewis Flanagan III: Marcus Atkins
- Brandon Kleyla: Josiah
- William Windom: Dr. Larson